# SK Aarhus
Le SK Aarhus est un club danois de volley-ball basé à Århus. Il évolue au plus haut niveau national (Elite Division).

## Palmarès
- Championnat du Danemark : 2004

## Effectif de la saison en cours
Entraîneur : Søren Skibelund  Danemark ; entraîneur-adjoint : Erik Bai  Danemark
| Numéro | Nom                  | Taille | Nationalité          |
| 2      | Kristian ANDERSEN    | 2,01   | Danemark             |
| 3      | Jean Carlos MARCILIO | 1,98   | Brésil               |
| 4      | Søren RAVNKJÆR       | 1,83   | Danemark             |
| 5      | Diego CELLA          | 1,92   | Italie               |
| 7      | Ole SCHMIDT MADSEN   | 1,90   | Danemark             |
| 8      | Steen GRØNNEBÆK      | 1,90   | Danemark             |
| 9      | Anders AARKROG       | 1,84   | Danemark             |
| 10     | Daniel KURYLO        | 1,85   | Canada               |
| 12     | Steffan PEDERSEN     | 1,98   | Danemark             |
| 14     | Makoto YAMAGUCHI     | 1,88   | Japon                |
| 16     | Brian NORDBERG       | 1,96   | Danemark             |
| 18     | Aleksandra SIMIC     | 1,94   | Serbie-et-Monténégro |